# Whigs
Il partito Whigs fu uno dei principali partiti politici attivi tra il tardo Seicento e la metà dell'Ottocento in Inghilterra, successivamente Regno di Gran Bretagna e Regno Unito, rappresentativo di un consenso limitato a classi sociali appartenenti alla borghesia inglese.
Per le sue connotazioni di tolleranza sociale e religiosa, tale partito è considerato opposto a quello dei Tory, fortemente monarchico e contrario a qualsiasi religione diversa dall'anglicanesimo. Il partito dei Whigs prese lentamente forma nel corso del XVII secolo e, in generale, la sua politica supportava le grandi famiglie aristocratiche e i non-anglicani, o dissenzienti, come i presbiteriani, mentre i Tory davano il proprio sostegno alla Chiesa anglicana e alla piccola nobiltà. Successivamente, i Whigs incontrarono l'interesse dell'emergente classe industriale e dei mercanti più ricchi, mentre i Tory a loro volta raccoglievano consensi tra i proprietari terrieri e i membri della Corona britannica.
Non vi fu una politica di partito coesa, almeno fino al 1784, anno dell'ascesa di Charles James Fox come leader del ricostituito partito dei Whigs, schierato contro il partito al governo dei nuovi Tory di William Pitt il Giovane. Nel corso del XIX secolo, il programma politico avrebbe abbracciato non più solo gli ideali di un parlamento dominante rispetto al monarca e del libero scambio, ma anche l'abolizione della schiavismo e l'ampliamento del suffragio. Nel 1859, i Whigs formarono il Partito Liberale sotto la guida di Lord Aberdeen e William Gladstone, mentre i Tory diventarono il Partito Conservatore
Nel suo libro di memorie, Bertrand Russell ripropone una visione globale dell’ideologia dei Whigs, narrando la propria infanzia. Rimasto orfano in tenera età, fu cresciuto dai nonni, che gli trasmisero il liberalismo aristocratico caratterizzante la rivoluzione del 1688, nella quale, oltretutto, un loro avo ebbe un ruolo di spicco. Il nonno, John Russell, esponente Whig della cerchia di Fox, nato agli albori della Rivoluzione Francese, giudicava eccessiva l’avversione inglese verso la Francia; costui sedeva già in Parlamento quando l’imperatore Napoleone era ancora in carica, tanto da fargli visita durante l'esilio all'isola d'Elba. «Mi fu impartita una sorta di repubblicanesimo teorico che accettava un monarca a patto che riconoscesse di essere soltanto un funzionario del popolo».

## Storia

### La gloriosa rivoluzione

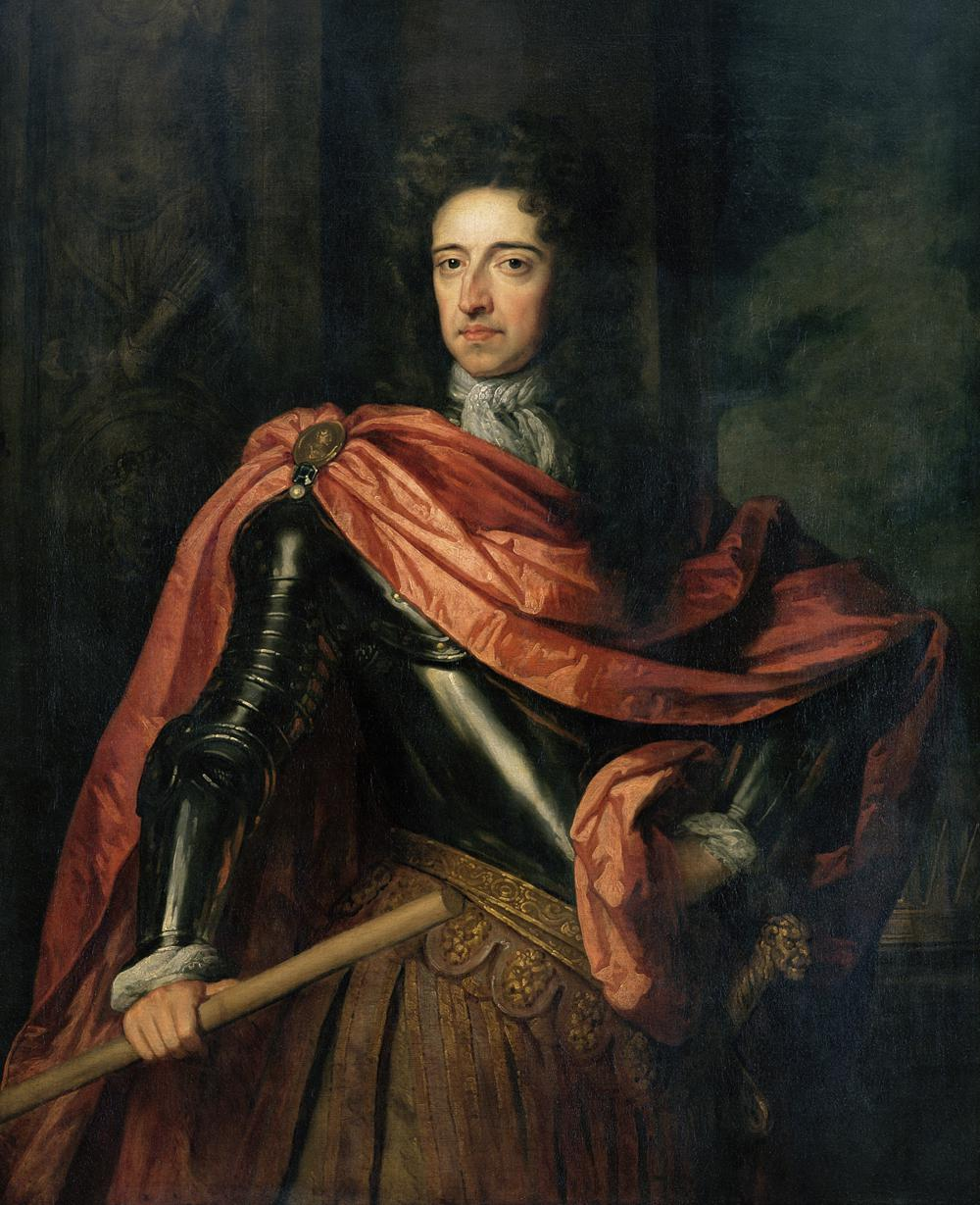
Guglielmo III ritratto da Godfrey Kneller, circa 1680

In seguito alla gloriosa rivoluzione del 1688, la regina Maria II e il re Guglielmo III governarono con il sostegno sia dei Whigs sia dei Tories, malgrado una parte consistente di questi ultimi appoggiasse il deposto re cattolico Giacomo II. Guglielmo, pur notando la maggiore affinità dei Tories nei confronti della monarchia rispetto ai Whigs, nei suoi governi impiegò esponenti di entrambi gli schieramenti. Inizialmente, il re nominò primi ministri Tories, ma progressivamente l'esecutivo subì la crescente influenza dei "Junto Whigs", un gruppo di giovani politici Whigs che si posero alla guida di una coesa fazione organizzata. Questa crescente influenza causò una spaccatura interna ai Whigs, con la separazione dei cosiddetti "Country Whigs", i quali accusavano il gruppo opposto di tradire i propri ideali per ottenere cariche amministrative. I "Country Whigs", guidati da Robert Harley, si unirono gradualmente all'opposizione organizzata dai Tories verso la fine del XVII secolo.
Nel 1702, Anna di Gran Bretagna succedette a Guglielmo III. La nuova sovrana mostrava una chiara predilezione per i Tory e ambiva a escludere i Junto Whigs dall'esecutivo; ciononostante, dopo un breve e inconcludente tentativo di governo monocolore Tory, proseguì la politica di Guglielmo, equilibrando le fazioni, con l'appoggio dei suoi moderati ministri Tory, il duca di Marlborough e Lord Godolphin.
Con il prolungarsi della guerra di successione spagnola e la sua progressiva marginalizzazione negli interessi dei Tory, Lord Marlborough e Godolphin si trovarono a dover dipendere sempre più dai Junto Whigs, fino a dirigere, nel 1708, un'amministrazione da loro dominata. Anna fu costretta ad accettare questa scomoda dipendenza dai Whigs, in particolare in seguito al deterioramento del suo rapporto con la duchessa di Marlborough. Diversi Whigs non appartenenti al gruppo dei Junto, guidati dal duca di Somerset e dal duca di Shrewsbury, iniziarono a intensificare i loro legami con i Tory di Robert Harley.
Nella primavera del 1710, Anna destituì Godolphin e i ministri Junto, sostituendoli con esponenti Tory. Spinti all'opposizione, i Whigs contestarono il trattato di Utrecht e tentarono di bloccarne l'approvazione grazie alla loro maggioranza nella Camera dei Lord. Tale manovra non ebbe successo: Anna nominò dodici nuovi pari al fine di costituire una maggioranza favorevole all'approvazione del trattato.

### La supremazia Whig
Con l'ascesa al trono nel 1714 del principe elettore Giorgio Ludovico di Hannover, con il titolo di re Giorgio I, i Whigs tornarono a governare. Il discredito che l'insurrezione giacobita del 1715 gettò sulla fazione dei Tories, relegati al ruolo di possibili traditori giacobiti, unitamente al controllo esercitato dai Whigs sulle leve del potere, come il Septennial Act, garantì a questi ultimi il predominio come partito di governo. Durante il lungo periodo compreso tra il 1721 e il 1760 i Whigs si affermarono come forza politica incontrastata, al punto che sia la maggioranza di entrambe le camere, sia la carica di primo ministro, rimasero ininterrottamente in mano ai Whigs e, in particolare, a Robert Walpole e ai fratelli Pelham, Henry Pelham e il fratello maggiore, il duca di Newcastle, Thomas Pelham-Holles.
Al governo Walpole si deve il Black Act del 1723, una legge approvata per contrastare il bracconaggio, fenomeno diffuso nelle foreste del Berkshire e dello Hampshire. In questo nuovo codice penale è stata rilevata «l'esistenza di più di cinquanta reati diversi per i quali era prevista la pena capitale». «L'approvazione di questa legge non solo suggerisce una precisa trasformazione negli atteggiamenti del corpo legislativo, ma stabilisce anche un legame tra l'ascesa politica dei Whigs hannoveriani e l'ascesa dei gradini che portavano alla forca».

### L'ascesa di Giorgio III

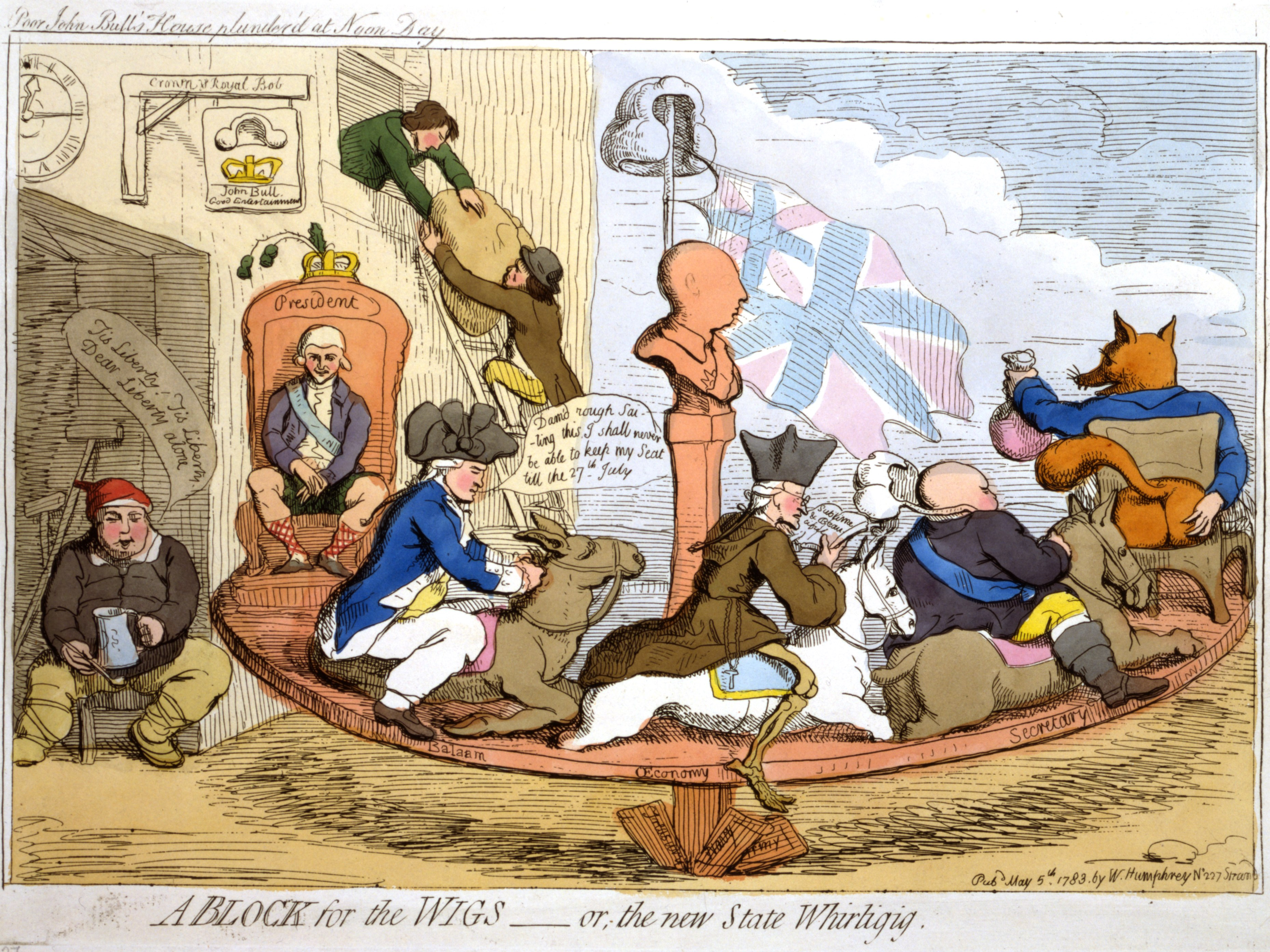
A Block for the Wigs (1783), caricatura di James Gillray sul ritorno al governo di Fox in coalizione con North (Giorgio III è il busto al centro)

La situazione mutò con l'avvento al trono di Giorgio III, il quale aspirava a riaffermare il proprio potere, liberandosi dall'influenza dei Whigs. Pertanto, decise di promuovere il suo precettore, Lord Bute, alla carica di primo ministro, interrompendo così la storica egemonia dei Whigs, dapprima isolando il duca di Newcastle e, in seguito, forzandone le dimissioni. Dopo un decennio di instabilità dovuta alle diverse correnti  interne ai Whigs, che nel corso degli anni condizionarono i governi, si delineò un nuovo assetto con due distinti gruppi all'opposizione. I Whigs di Rockingham, che rivendicavano il titolo di "Vecchi Whigs" in quanto eredi della dottrina dei fratelli Pelham e delle nobili famiglie Whig, i quali annoveravano tra i loro sostenitori intellettuali di spicco come Edmund Burke e svilupparono una filosofia che, per la prima volta, esaltava le virtù delle correnti di partito, o quantomeno della propria fazione. L'altro gruppo era costituito dai Whigs sostenitori di Lord Chatham, figura di spicco della guerra dei sette anni, che si oppose alla formazione di diverse fazioni all'interno del partito.
I Whigs si opposero con veemenza al governo di Lord North, ritenuto a capo di un'amministrazione Tory, sebbene fosse in gran parte costituito da figure precedentemente associate agli stessi Whigs, molti dei quali provenienti dalla vecchia fazione dei Pelhamiti, così come diversi Whigs in passato guidati dal duca di Bedford, oltre ad alcuni elementi svincolatisi dalla leadership di George Grenville; tuttavia, includeva anche alcuni "uomini del re", un gruppo formalmente legato a Lord Bute e generalmente considerato affine al pensiero dei Tories. L'idea di una possibile connessione tra il governo North e i Tories ebbe una notevole risonanza anche nell'America britannica, e gli scritti di numerosi commentatori politici britannici noti come Whigs Radicali contribuirono in modo significativo a stimolare il sentimento repubblicano nelle colonie. I primi attivisti coloniali si consideravano Whigs e si riconoscevano maggiormente in un'alleanza con l'allora opposizione britannica, almeno fino al conseguimento dell'indipendenza, momento in cui iniziarono a definirsi Patrioti. Nel 1833 fu fondato il Partito Whig statunitense, con l'obiettivo primario di creare una solida opposizione a una forte presidenza, parallelamente all'opposizione dei Whigs britannici nei confronti di una monarchia forte.

## Il sistema bipartitico

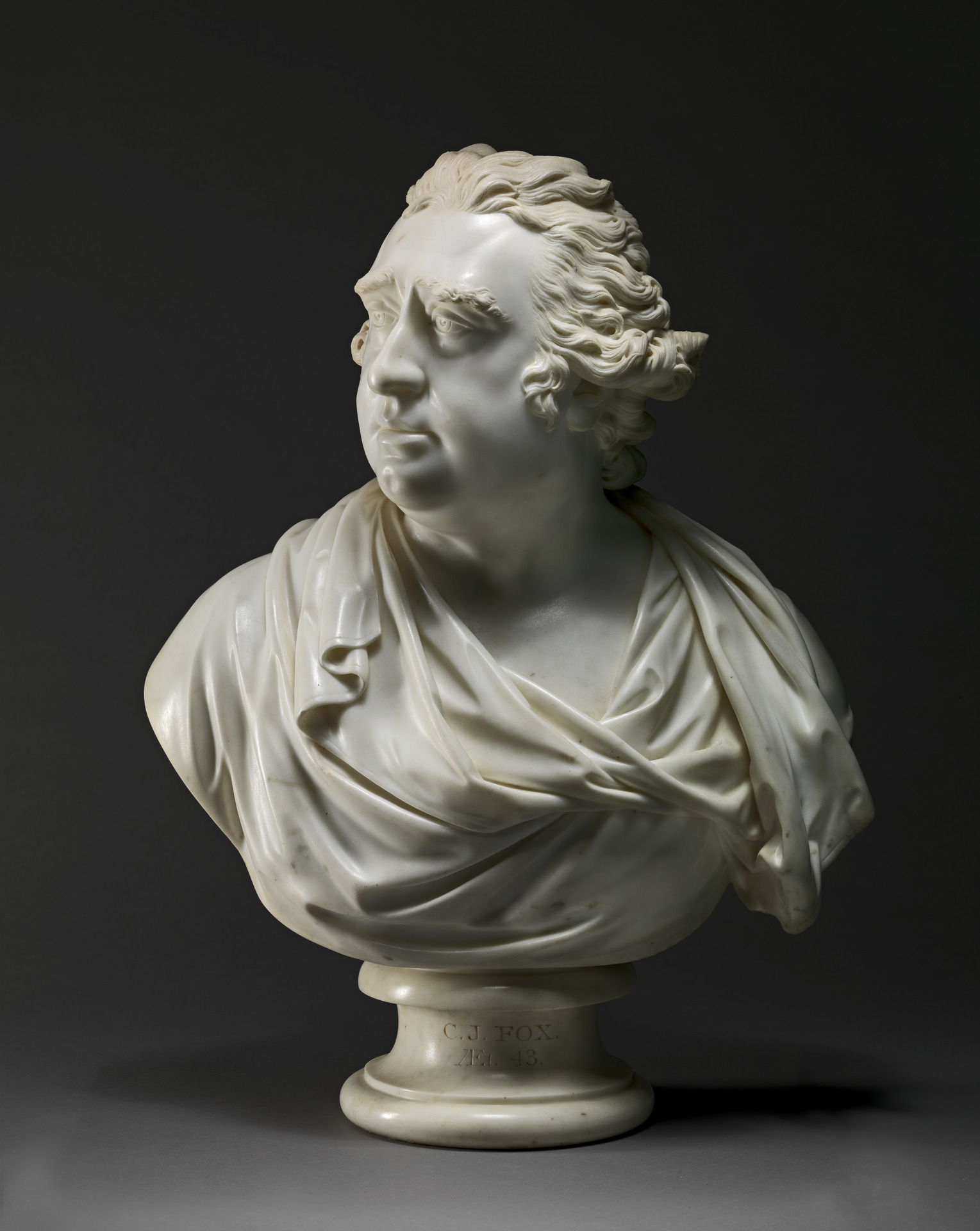
Busto di Charles James Fox

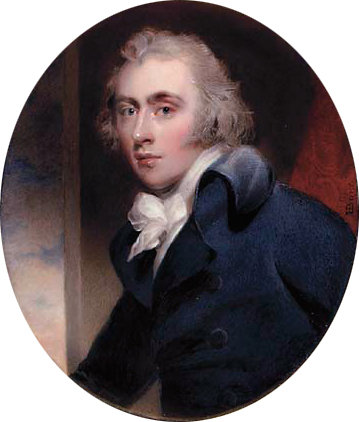
Charles Grey, II conte Grey

In seguito alla rivoluzione americana, il governo North cadde nel marzo 1782 e fu sostituito da una coalizione formata dai Rockingham Whig e dai vecchi Chathamiti, sotto la guida di William Petty. La morte inaspettata di Rockingham nel luglio 1782 portò allo scioglimento di questa fragile alleanza: Charles James Fox, successore di Rockingham come capo della fazione, si allontanò da Petty, ritirando i propri sostenitori. Il governo Petty ebbe così vita breve e, nell'aprile del 1783, Fox tornò al potere a capo di una coalizione che comprendeva lo stesso North, suo precedente avversario. Questa alleanza, considerata improbabile da molti contemporanei, si rivelò tuttavia di breve durata e si sciolse entro la fine dell'anno. Infatti, Giorgio III, d'intesa con la Camera dei Lord, pose fine alla coalizione e affidò l'incarico di primo ministro a William Pitt il Giovane, figlio di Chatham.
Si delineò così un netto sistema bipartitico, con da un lato Pitt e il suo governo, e dall'altro la coalizione Fox-North. Benché Pitt sia spesso descritto come Tory e Fox come Whig, il primo si considerò sempre un Whig indipendente, in genere contrario allo sviluppo di un sistema politico di parte. I sostenitori di Fox, invece, si consideravano i legittimi eredi della tradizione Whig, opponendosi con forza ai primi anni di governo di Pitt e distinguendosi, in particolare, durante la crisi della monarchia tra il 1788 e il 1789, quando al re furono diagnosticati disturbi psichici. In quel contesto, Fox e i suoi sostennero con decisione la nomina a reggente del loro alleato, il principe del Galles e futuro re Giorgio IV.
All'opposizione, le divisioni si acuirono con l'avvicendarsi della rivoluzione francese: sebbene Fox e alcuni whig più giovani, come Charles Grey e Richard Brinsley Sheridan, simpatizzassero con le posizioni dei rivoluzionari francesi, altri, guidati da Edmund Burke, si opposero fermamente a tale orientamento. Mentre Burke stesso passò al sostegno di Pitt nel 1791, gran parte del resto del partito, inclusi influenti esponenti della Camera dei Lord quali il duca di Portland, il nipote di Rockingham Lord Fitzwilliam e William Windham, si sentì sempre più a disagio con l'appoggio di Fox e dei suoi alleati al pensiero radicale e alla Rivoluzione francese. La frattura si consumò all'inizio del 1793, quando Fox chiese il sostegno del partito alla Francia in guerra, e, entro la fine dell'anno, i rapporti con Fox furono completamente interrotti. Entro l'estate successiva, gran parte dell'opposizione si unì al governo Pitt.
Molti dei whig che avevano aderito alla fazione di Pitt tornarono in seguito sui propri passi, condividendo la nomina di Fox nel Ministero di tutti gli Ingegni, formatosi dopo la morte di Pitt nel 1806. In seguito a questa data, le divisioni si manifestarono in modo più evidente: i sostenitori di Pitt, guidati fino al 1809 dal vecchio compagno di Fox, il duca di Portland, si identificarono fieramente con il nome di Tory, mentre i sostenitori di Fox, guidati da Lord Grey dopo la morte di quest'ultimo nel 1806, si definirono con orgoglio Whig. Dopo la caduta del Ministero degli Ingegni nel 1807, i Whig rimasero all'opposizione per venticinque anni. L'ascesa al trono del vecchio alleato di Fox, il principe del Galles, alla reggenza nel 1811, non cambiò la situazione, poiché il principe aveva di fatto troncato ogni relazione con i vecchi compagni Whig.
Solo con la morte di Giorgio IV nel 1830 i Whig tornarono al governo. Il governo di Lord Grey varò riforme di grande importanza, come il Reform Act 1832 e l'abolizione della schiavitù. È tuttavia importante notare che sia i Whig sia i Tory di questo periodo rimasero sostanzialmente conservatori, opponendosi in genere a qualsiasi riforma del sistema governativo britannico. Proprio in questo periodo, il grande storico Whig Thomas Babington Macaulay iniziò a elaborare quella che sarebbe stata definita la "prospettiva Whig della storia", secondo cui l'intera storia inglese culminava nel momento in cui fu approvata la riforma di Lord Grey. Questa interpretazione portò a significative distorsioni nelle successive rappresentazioni della storia del XVII e XVIII secolo. Macaulay e i suoi sostenitori tentarono infatti di ricondurre la complessa rete di cambiamenti e fazioni politiche della restaurazione inglese alle ordinate categorie delle divisioni politiche del XIX secolo.

## Il partito liberale
Il Partito Liberale (il termine fu usato ufficialmente nel 1868, ma introdotto colloquialmente parecchi anni prima) nacque da una coalizione composta da Whig, Tory seguaci di Robert Peel, sostenitori del libero scambio e Radicali, anch'essi fautori della dottrina del libero mercato. Si sviluppò come fazione instabile sotto la guida del peelita Lord Aberdeen nel 1852 e fu reso più forte e unito dallo storico Tory canningita Lord Palmerston nel 1859. Nonostante nei primi tempi i Whig rappresentassero la maggioranza all'interno di questo gruppo politico, i nuovi elementi persero gradualmente la loro influenza durante la lunga leadership del peelita William Gladstone. Molti tra i vecchi aristocratici Whig si allontanarono dal partito sulla questione irlandese dell'Home Rule nel 1886, contribuendo alla formazione del Partito Liberale Unionista (che si sarebbe poi fuso con il Partito Conservatore nel 1912). Il supporto unionista a una politica di mercato protezionista nei primi anni del XX secolo, con Joseph Chamberlain (probabilmente la figura meno Whig all'interno del partito), alienò ulteriormente i Whig più ortodossi. Verso la metà del secolo, la componente Whig era ormai quasi inesistente e marginalizzata all'interno di questo nuovo soggetto politico.